# 西城購物商場

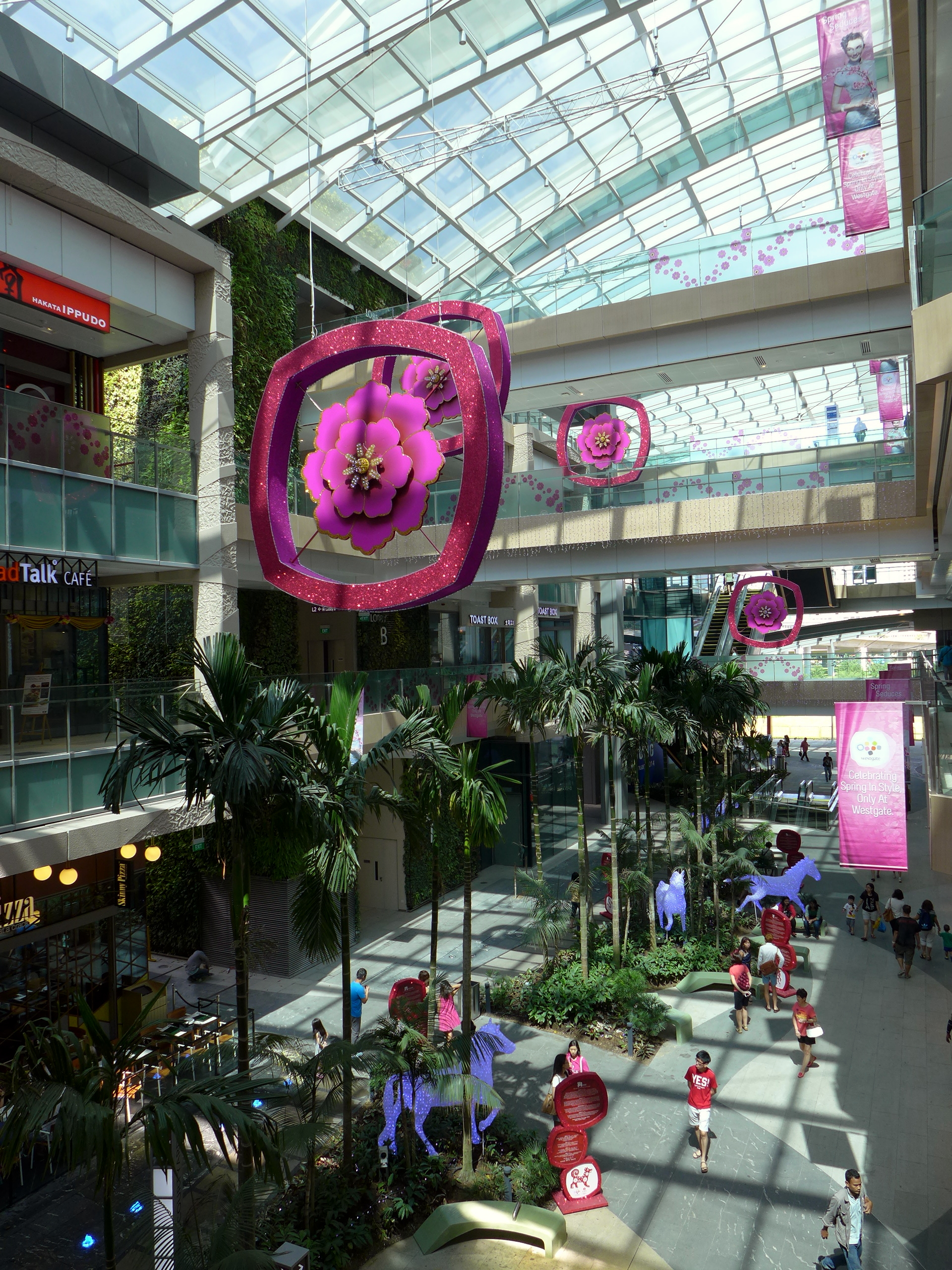
西城購物商場

西城購物商場（Westgate）是位于新加坡裕廊东的一个购物商场，连接着裕廊东地铁站和裕廊东巴士转换站。它還與另一家名為 Jem的購物中心以及黃廷方綜合醫院相連。西城購物商場由一个7层樓高的购物中心以及一个20层高的办公大楼所組成。